# Patria grande

Carte de l'Amérique hispaniques. La patria grande unifierait les pays en vert.

La patria grande (en français : grande patrie) est le concept politique visant à fédérer les états de l'Amérique hispanique. Le concept se réfère aux Guerres d'indépendance en Amérique du Sud menées notamment par Simón Bolívar et José de San Martín qui souhaitaient unifier politiquement les nations issues de l'empire espagnol.

## Origine du mot
Le terme Patria grande a été popularisé par le livre éponyme publié par l'argentin Manuel Ugarte en 1922 qui recueille des discours promouvant l'unité hispano-américaine.

## Utilisation contemporaine
Le concept est utilisé par des personnalités politiques de gauche dans toute l'Amérique du Sud, notamment l'ancienne présidente argentine Cristina Fernández de Kirchner, l'ancien président équatorien Rafael Correa, et l'ancien président vénézuélien Hugo Chávez.
Le Brésil est un pays lusophone, héritier de l'empire portugais, et n'est pas inclus dans la patria grande. Pour Luiz Inácio Lula da Silva, la patria grande ne doit pas fermer des portes.